# Константинос Аргирос
Константинос Аргирос (грч. Κωνσταντίνος Αργυρός; Атина, 21. мај 1986) грчки је музичар.

## Биографија
Константинос Аргирос одрастао је са својом породицом у Атини. Отац му је био професор физике, а мајка лекар. Константинос је једно од троје деце и има брата и сестру. Ово су прве тројке у Грчкој рођене путем вантелесне оплодње. Када је имао пет година почео је да се бави музиком учећи клавир. Наставио је да учи гитару и друге грчке музичке инструменте. Као тинејџер, он и његови пријатељи имали су бенд Blues Brothers, у ком је Константинос певао и свирао клавир. 
По заврштеку средње школе, Константинос је учествовао у шоу-програму Fame Story 3 телевизијског канала АNТ1, што је означило почетак његове професионалне певачке каријере. Ускоро почиње да наступа у клубу „FIX” у Солуну, а затим следе концерти у Грчкој и иностранству. У зиму 2005. Константинос наступа у клубу „Ботанико” с Аном Виси у Атини. Од зиме 2006. до 2007. наступа заједно с Никосом Куркулисом и Кели Келекиду. У зиму 2007. наступа заједно с Јоргосом Јаниасом у клубу „Ρόδον” у Солуну. 
Јуна 2008. објављује свој први албум Όλα θα αλλάξου с издравачком кућом „Sony Bmg”. Почетком маја 2010. издаје своју нову песму Ερωτευμένος και τρελός у сарадњи с „Универзал мјузиком” (Universal Music). У октобру 2010. издаје песму Είσαι οτι να ναι, а од тада па све до априла 2011. наступа заједно с Јанисом Плутархосом и певачицом Амарилис у „COSMOStage” и од 20. маја 2011. у клубу „Politia Live Clubbing” у Солуну
Од октобра 2011. до априла 2012. Константинос Аргирос наступа с Паносом Калидисом и Стелом Кали у „VOX-у”. Од зиме 2012. до 2013. Аргирос наступа с Нином и Анђелом Димитриу у „REX-у” у Атини. Средином јануара окончан је овај веома успешан програм, раније него што је планирано, због техничких проблема у вези са реконструкцијом фасаде и улаза у историјско здање у ком је био смештен „REX”.
У октобру 2012. у сусрет новом албуму, Universal Music објавио је сингл Ποτέ ξανά. Албум Παιδί Γενναίο изашао је у новембру 2012. 27. новембра 2012. одржана је и званична промоција албума. Све песме с албума Παιδί γενναίο компоновао је Јоргос Теофанус.

## Дискографија
- 2008. Όλα θα αλλάξουν
- 2011. Μάλλον κάτι ξέρω
- 2012. Παιδί γενναίο
- 2014. Δεύτερη φορά
- 2016. Όσα νιώθω
- 2017. Ξημερώματα
- 2017. Ψέματα

## Награде
- MAD Video Music Awards за песму Ποτέ Ξανά (2013, победа)[13]